# Stora gröna muren

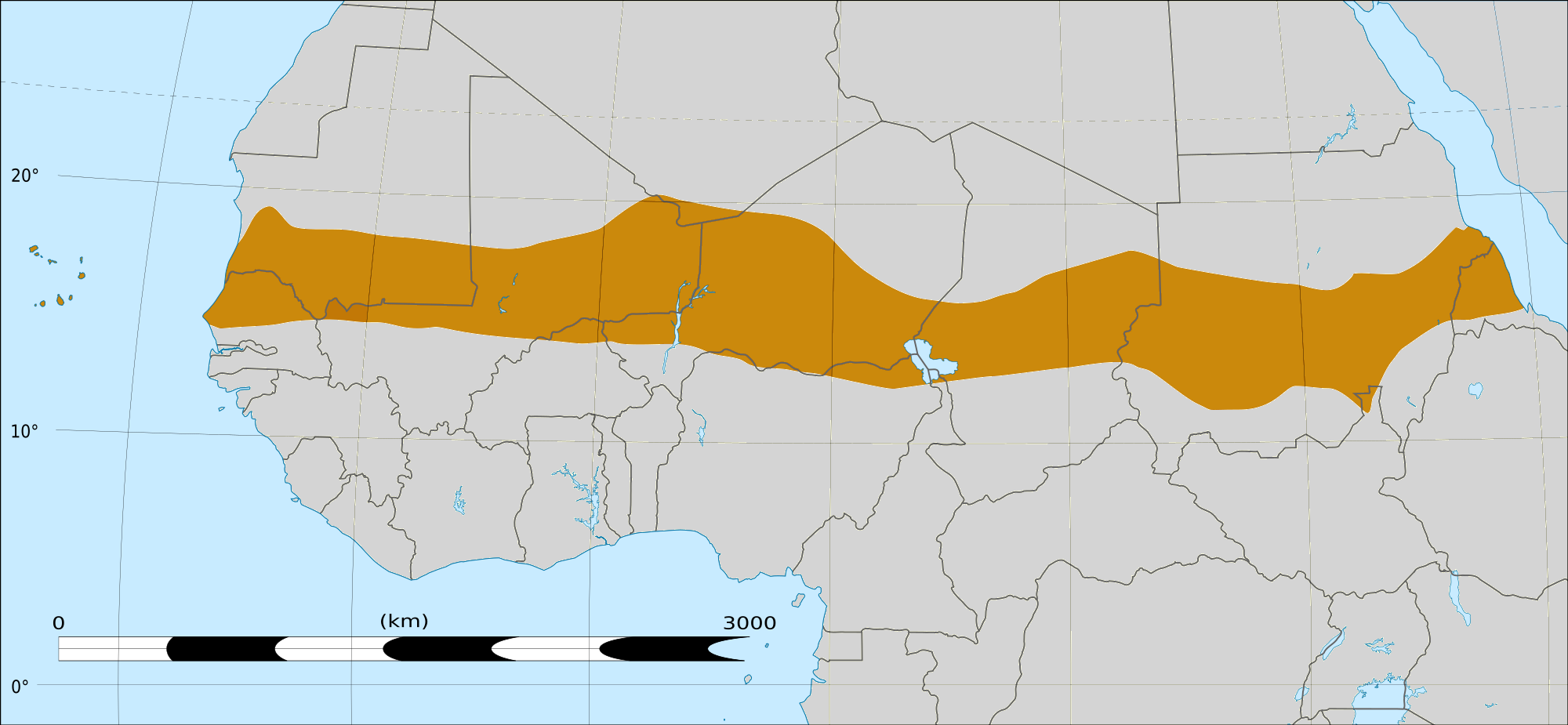
Karta över Sahel-regionen.

Den stora gröna muren (engelska: Great Green Wall) är ett planerat projekt för att hejda ökenspridningen i Sahel-regionen söder om Sahara i Afrika. Ett cirka femton kilometer brett band av skog ska planteras tvärsöver hela kontinenten, från Djibouti i öster till Senegal i väster, en sträcka på omkring 7 775 kilometer. Projektet är ett samarbete mellan elva länder i regionen: Burkina Faso, Djibouti, Eritrea, Etiopien, Mali, Mauretanien, Niger, Nigeria, Senegal, Sudan och Tchad.
Redan på 1980-talet föreslog Burkina Fasos dåvarande marxistiska ledare Thomas Sankara ett liknande projekt. Nigerias president Olusegun Obasanjo återupplivade 2005 förslaget, som godkändes av Afrikanska unionen i december 2006. I juni 2010 skrev de elva berörda länderna under en konvention för att genomdriva förslaget. Den globala miljöfonden Global Environment Facility har gett 115 miljoner amerikanska dollar för att finansiera projektet.
Torka med påföljande missväxt är ett svårt problem i Sahel, och man hoppas att muren ska kunna motverka torkan och hejda ökenspridningen. År 2010 uppskattades omkring tio miljoner människor i området ha drabbats av matbrist till följd av torka. Kritikerna varnar dock för att den gröna muren skulle kunna orsaka svårare klimatproblem och menar även att man måste ta hänsyn till ursprungsbefolkningen i området. Vid tidigare återskogningsförsök i Sahel och Sahara har invasiva arter införts i området, vilket har lett till monokultur och fortsatt utarmning.